# Anton Fridrichsen
Anton Fridrichsen-Johnson, född 4 januari 1888 i Meråker  i Norge, död 16 november 1953, var en norskfödd svensk teolog och professor i exegetik i Uppsala. 
Fridrichsen tog en teologie ämbetsexamen i Oslo 1911 och studerade därefter i Tyskland 1912–13. Efter några års prästtjänstgöring blev han 1916 docent i Oslo med en avhandling om det bibliska helighetsbegreppet (Hagios-Qadoš). Fridrichsen disputerade 1925 i Strasbourg med avhandlingen Le problème du miracle dans le christianisme primitif, för att sedan bli hedersdoktor i Marburg 1927. Han blev professor i nytestamentlig exegetik vid Uppsala universitet 1928. Som professor hade han ett vidsträckt inflytande under lång tid genom sitt forskningsprogram "realistisk bibelutläggning", som han lade fram 1936. Han fick många efterföljare bland akademiker och präster i Svenska kyrkan, när han lyckades göra bibelforskning användbar inom homiletiken. Många av hans efterföljare blev professorer i Sverige och runt om i världen.
Förutom nämnda arbeten har publicerade han ett antal mindre arbeten, samt en mängd tidskriftsartiklar. En del av hans produktion vänder sig även till en bredare publik såsom Vem ville Jesus vara? i Verdandis småskrifter 1931. Fridrichsen var medarbetare i Svensk uppslagsbok under signaturen A.J.F.  Fridrichsen initiativet till grundandet av Svenska Exegetiska Sällskapet 1936.
Fridrichsen ligger begravd på Uppsala gamla kyrkogård.